# Тагунова, Ирина Михайловна
Ирина Михайловна Тагунова (25 сентября 1934 — 12 марта 2021) — российский филолог-бирманист.

## Биография
Окончила Московский государственный институт международных отношений (1958). В 1958—1973 гг. работала в отделе языков Института востоковедения АН СССР. В 1963 году стала одним из авторов монографии «Бирманский язык» (ответственный редактор В. М. Солнцев). Занималась, в частности, изучением бирманских послелогов. Приняла участие в переводе сборника статей и выступлений Аун Сана «Бирма бросает вызов» (1965). В 1971 году получила степень кандидата филологических наук, защитив диссертацию «Категория определения в бирманском языке» (опубликована в том же году в совместной с Н. В. Омельянович книге «Очерки по синтаксису простого предложения в бирманском языке», выпущенной Главной редакцией восточной литературы).
В 1973—2007 гг. преподавала в МГИМО, с 1991 г. доцент. Подготовила учебное пособие по бирманскому языку для 5 курса (страноведение), сборник учебных материалов по внеклассному чтению для 2 курса, ряд сборников по материалам бирманской прессы для старших курсов. Подготовила, совместно с У Аун Вином, более 50 профессиональных бирманистов-международников; среди её учеников посол Российской Федерации в Мьянме Н. А. Листопадов.